# 汪采白

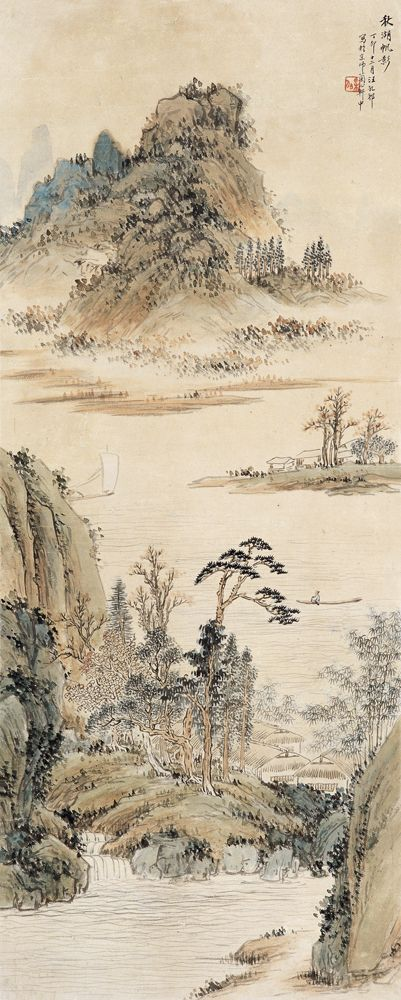
秋湖帆影，汪采白

汪采白（1887年—1940年），名孔祁，字采白，又作采柏，号澹庵，别号洗桐居士，是一位中國近代畫家，師從黄宾虹，擅山水花鸟。

## 生平
汪采白是江南大族汪氏後裔，于1887年出生于安徽歙县西溪，祖父為汪宗沂和父亲為汪福熙。其父與黄宾虹是舊交，因此汪采白五岁时即開始師從當時住在縣内潭渡村的黄宾虹讀書、學習书画。1906年汪采白到歙县紫阳镇崇一学堂读书，同學包括陶行知和姚文采等 。1907年考入南京两江优级师范学堂，在這裡師從李瑞清、萧俊贤以及日本人亙理宽之助等學習图画手工专修科。1910年畢業後先后在武昌高等师范学校、北京师范学校教美術，後來還做過安徽省立二中校长、北平艺术专科学校国画系教授。
1929年擔任國立中央大學教育学院西画组教師，組長則是徐悲鴻，1930年，任該校教育学院艺术专修科主任。1936年秋赴北平任教，次年卢沟桥事变爆发後南下回到西溪故里。抗战期间，因爲皖南山区很少被戰火波及，汪采白得以繼續創作。国立中央大学教育学院艺术科搬到四川時曾請他出山，但最終並未成行。1939年夏被毒虫咬伤以致感染，并為庸医所误，結果1940年夏病情恶化，送至屯溪医治無效于7月23日逝世。安葬于縣内练江的西干山披云峰山，与新安画家渐江的墓碑相望。